# 12 Profeți Minori
Profețiile Mici, Cei Doisprezece Profeți (aramaică: תרי עשר, Trei Asar, "Doisprezece") sau Cartea celor 12 Profeți minori este o colecție de 12 cărți care constituie ultima carte a Bibliei ebraice și care formează ultimele douăsprezece cărți din Vechiul Testament, termenii "profeți mici" sau "cei doisprezece profeți" poate face referire, de asemenea, la cele douăsprezece autori ai acestor lucrări profetice. Cei 12 scriitori și cele 12 lucrări sunt de obicei studiate împreună, și sunt ordonate în mod constant în Bibliile evreiești, protestante și catolice astfel:
- Osea
- Ioel
- Amos
- Obadia
- Iona
- Mica
- Naum
- Habacuc
- Țefania
- Hagai
- Zaharia
- Maleahi

Multe Biblii ortodoxe ordonează cele 12 cărți astfel:
- Osea
- Amos
- Mica
- Ioel
- Obadia
- Iona
- Naum
- Habacuc
- Țefania
- Hagai
- Zaharia
- Maleahi

Termenul "minor" se referă la lungimea fiecărei cărți (variind de la un singur capitol la paisprezece), chiar și cea mai lungă dintre ele fiind scurtă în comparație cu cele trei profeții majore, Isaia, Ezechiel și Ieremia.